# Al-Ḥasan ibn al-ʿAbbās
Al-Ḥasan ibn al-ʿAbbās (in arabo الحسن بن العباس‎?, Al-Ḥasan ibn al-ʿAbbās; IX secolo) è stato un emiro arabo aghlabide, combattente in Sicilia contro l'Impero bizantino.
Fu nominato governatore (ṣāḥib Ṣiqilliya) della parte della Sicilia controllata dagli Aghlabidi nell'880-881 succedendo ad al-Husayn ibn Rabah. I bizantini, che avevano riacquistato la fiducia l'anno precedente, in seguito a una serie di vittorie navali dell'ammiraglio Nasar (a Cefalonia e Stelai), incoraggiarono l'imperatore Basilio I il Macedone a prospettare una controffensiva per cacciare gli arabi dalla Sicilia e dall'Italia meridionale.
Nella primavera dell'881 Ḥasan lanciò una serie di incursioni contro le restanti posizioni bizantine nella Sicilia orientale. Egli stesso guidò la forza principale a devastare i dintorni di Catania, e in seguito verso Taormina. Il comandante bizantino locale, Barsakios, cercò di fermarlo, ma fu sconfitto e costretto a ritirarsi al sicuro all'interno delle mura della città. Più tardi nell'881 o all'inizio dell'882, tuttavia, i bizantini sotto Mosilikes ottennero un'importante vittoria contro un esercito arabo sotto Abu Thawr nella battaglia di Caltavuturo e Ḥasan fu estromesso dal suo incarico.